# Проксима Центавра d
Проксима Центавра d (також відома як Проксима d) — гіпотетична, третя екзопланета в системі Проксима Центавра, найближчої до Сонця зорі.

## Назва
Планета носить назву, яка складається з назви зорі навколо якої вона обертається, та її буквенного позначання.

## Характеристика
Маса цієї планети складає приблизно чверть від земної маси, що робить її однією з найлегших коли-небудь відкритих екзопланет, та найлегшою з зареєстрованих на орбіті цієї зорі планет. Вона обертається навколо своєї зорі на відстані 0.026 а. о. (4 млн. км.), що більш ніж у десятеро менше відстані від Сонця до Меркурія. Повний оберт навколо своєї зорі планета здійснює за 5 днів.

## Відкриття
Планета була відкрита командою астрономів Європейської південної обсерваторії, з використанням Дуже великого телескопа, які знаходяться у Чилі в пустелі Атакама. Про відкриття 3 планети на орбіті Проксими Центавра, було повідомлено 10 лютого 2022 року. Завданням техніки було, за допомогою методу Доплера зафіксувати крихітні коливання в русі зірки, створене гравітаційною силою планети, що обертається. Вплив гравітації Проксими d настільки малий, що він змушує Проксиму Центавра рухатися вперед і назад зі швидкістю приблизно 40 сантиметрів на секунду (1,44 кілометра на годину).